# サブレー

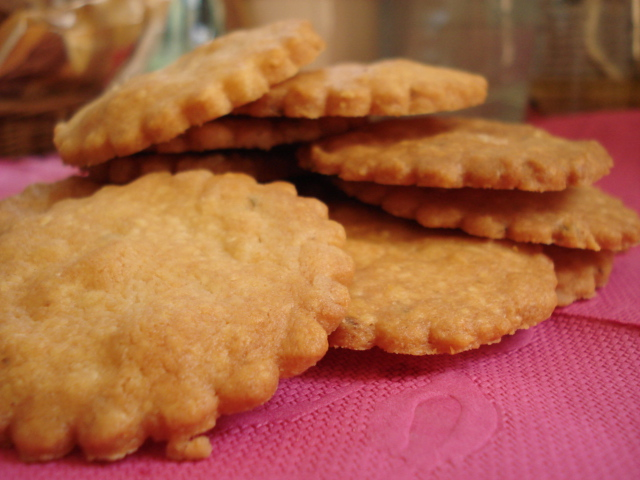
サブレー

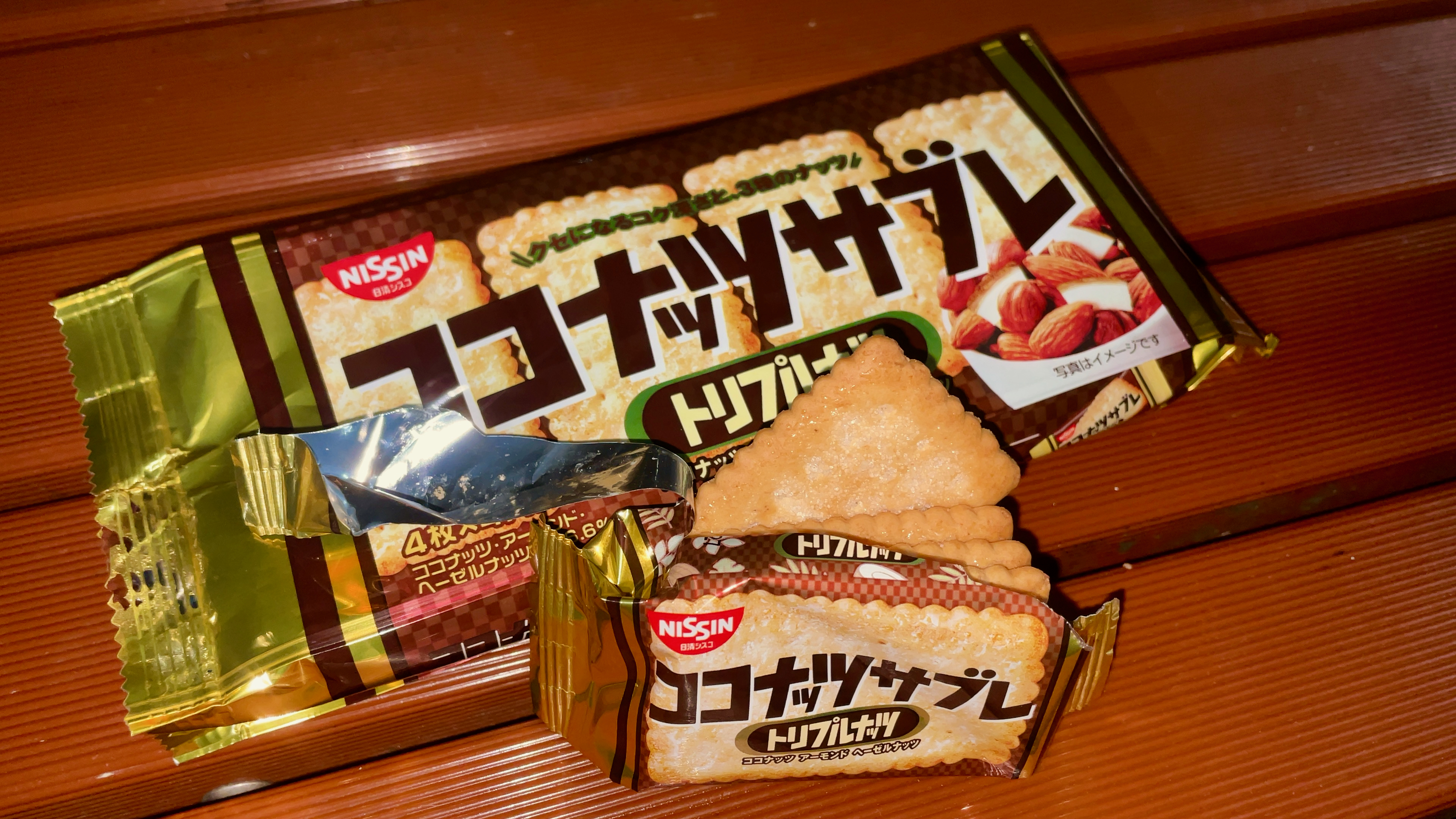
日清シスコ ココナッツサブレ

サブレー（仏: sablé）とは、ビスケットの一種であり、サックリとした食感とバターの風味が特徴の洋菓子である。
ビスケットの多くはバターまたはショートニングと薄力粉の配合比率を1:2の割合（あくまでも目安）で作るが、サブレーはほぼ1:1で作ることにより、特徴的な風味と食感が生まれる。
家庭でも簡単に作れるが土産品として売られる商品も多く、有名なサブレーとしては鎌倉の鳩サブレーや鎌倉だより（いちょう型）、東京や福岡のひよ子サブレー、名古屋のぴよりんサブレ、愛媛県の鳴門金時のさぶなどがある。

## 名称の由来
名称の由来については諸説あり、以下の3つの説が挙げられている。
- サブレーが作られたフランスのサブレ＝シュル＝サルトに由来しているという説。
- 17世紀にサロンを開いていたサブレ侯爵夫人が、バターをたっぷり使ったガトーセックを出したことから由来しているという説[2]。
- フランス語において sablé は動詞 sabler（「砂をまく」、「砂で覆う」という意味）の過去分詞形であり、「砂で覆われた」といった意味合いをもつことから、砂が崩れるような食感から名づけられたとする説[3]。